# Championnat des Antilles néerlandaises de football 1981
Navigation
Saison précédente Saison suivante
La saison 1981 du Championnat des Antilles néerlandaises de football est la dix-huitième édition de la Kopa Antiano, le championnat des Antilles néerlandaises. Les deux meilleures équipes d'Aruba et de Curaçao se rencontrent lors d'un tournoi inter-îles, Bonaire n'envoyant aucun club cette saison, en raison de la fin tardive de son championnat. 
Les quatre équipes qualifiées s'affrontent en matchs aller-retour à élimination directe.
C'est le Sport Unie Brion-Trappers qui est sacré cette saison après avoir battu l'autre club curacien en finale, le RKVFC Sithoc. Il s’agit du second titre de champion des Antilles néerlandaises de l’histoire du club, douze ans après le premier.
Le vainqueur de la Kopa Antiano et le finaliste se qualifient pour la Coupe des champions de la CONCACAF 1981.

## Compétition
Le barème utilisé pour établir le classement est le suivant :
- Victoire : 2 points
- Match nul : 1 point
- Défaite : 0 point

### Championnat d'Aruba
- Le SV Dakota est sacré champion d'Aruba, devant le SV Racing Club Aruba. Les deux clubs se qualifient pour la Kopa Antiano.

### Championnat de Bonaire
- Aucun club bonairien ne se qualifie pour la Kopa Antiano, le championnat de Bonaire se terminant après la date-butoir du 10 février 1981.

### Championnat de Curaçao

#### Phase régulière
| Rang | Équipe                     | Pts | J  | G | N | P | Bp | Bc | Diff |
| ---- | -------------------------- | --- | -- | - | - | - | -- | -- | ---- |
| 1    | CRKSV Jong Holland         | 32  | 21 |   |   |   |    |    |      |
| 2    | Sport Unie Brion-TrappersT | 27  | 21 |   |   |   |    |    |      |
| 3    | Union Deportivo Banda Abou | 23  | 21 |   |   |   |    |    |      |
| 4    | RKVFC Sithoc               | 22  | 21 |   |   |   |    |    |      |
| 5    | SV Victory Boys            | 19  | 21 |   |   |   |    |    |      |
| 6    | CRKSV Jong Colombia        | 18  | 21 |   |   |   |    |    |      |
| 7    | RKSV Scherpenheuvel        | 17  | 21 |   |   |   |    |    |      |
| 8    | RKSV Centro DominguitoP    | 10  | 21 |   |   |   |    |    |      |

|  | Qualification pour la phase finale                 |
|  | Relégation directe en B-Klasse                     |
|  | T : Tenant du titre P : Promu de deuxième division |

#### Phase finale
|  | Demi-finales               | Demi-finales               | Demi-finales           | Demi-finales           |                            |                            | Finale               | Finale               | Finale               | Finale               |
|  |                            |                            |                        |                        |                            |                            |                      |                      |                      |                      |
|  | 19 et 22 novembre 1980     | 19 et 22 novembre 1980     | 19 et 22 novembre 1980 | 19 et 22 novembre 1980 |                            |                            | 3 et 7 décembre 1980 | 3 et 7 décembre 1980 | 3 et 7 décembre 1980 | 3 et 7 décembre 1980 |
|  | CRKSV Jong Holland         | CRKSV Jong Holland         | 1                      | 0                      |                            |                            | 3 et 7 décembre 1980 | 3 et 7 décembre 1980 | 3 et 7 décembre 1980 | 3 et 7 décembre 1980 |
|  | CRKSV Jong Holland         | CRKSV Jong Holland         | 1                      | 0                      |                            |                            | 3 et 7 décembre 1980 | 3 et 7 décembre 1980 | 3 et 7 décembre 1980 | 3 et 7 décembre 1980 |
|  | RKVFC Sithoc               | RKVFC Sithoc               | 2                      | 1                      |                            |                            | 3 et 7 décembre 1980 | 3 et 7 décembre 1980 | 3 et 7 décembre 1980 | 3 et 7 décembre 1980 |
|  | RKVFC Sithoc               | RKVFC Sithoc               | 2                      | 1                      | Sport Unie Brion-TrappersT | Sport Unie Brion-TrappersT | 1                    | 1                    |                      |                      |
|  | 20 et 23 novembre 1980     |                            |                        |                        | Sport Unie Brion-TrappersT | Sport Unie Brion-TrappersT | 1                    | 1                    |                      |                      |
|  |                            |                            | RKVFC Sithoc           | RKVFC Sithoc           | 0                          | 1                          |                      |                      |                      |                      |
|  | Sport Unie Brion-TrappersT | Sport Unie Brion-TrappersT | RKVFC Sithoc           | RKVFC Sithoc           | 0                          | 1                          | 3                    | 2                    |                      |                      |
|  | Sport Unie Brion-TrappersT | Sport Unie Brion-TrappersT |                        |                        |                            |                            |                      | 2                    |                      |                      |
|  | Union Deportivo Banda Abou | Union Deportivo Banda Abou | 0                      | 2                      |                            |                            |                      |                      |                      |                      |
|  | Union Deportivo Banda Abou | Union Deportivo Banda Abou | 0                      | 2                      |                            |                            |                      |                      |                      |                      |

- Le Sport Unie Brion-Trappers et le RKVFC Sithoc se qualifient pour la Kopa Antiano.

### Kopa Antiano
|  | Demi-finales              | Demi-finales              | Demi-finales              | Demi-finales              |              |              | Finale            | Finale            | Finale            | Finale            |
|  |                           |                           |                           |                           |              |              |                   |                   |                   |                   |
|  | 8 et 15 mars 1981         | 8 et 15 mars 1981         | 8 et 15 mars 1981         | 8 et 15 mars 1981         |              |              | 2 et 29 mars 1981 | 2 et 29 mars 1981 | 2 et 29 mars 1981 | 2 et 29 mars 1981 |
|  | SV Dakota                 | SV Dakota                 | 1                         | 2                         |              |              | 2 et 29 mars 1981 | 2 et 29 mars 1981 | 2 et 29 mars 1981 | 2 et 29 mars 1981 |
|  | SV Dakota                 | SV Dakota                 | 1                         | 2                         |              |              | 2 et 29 mars 1981 | 2 et 29 mars 1981 | 2 et 29 mars 1981 | 2 et 29 mars 1981 |
|  | RKVFC Sithoc              | RKVFC Sithoc              | 2                         | 3                         |              |              | 2 et 29 mars 1981 | 2 et 29 mars 1981 | 2 et 29 mars 1981 | 2 et 29 mars 1981 |
|  | RKVFC Sithoc              | RKVFC Sithoc              | 2                         | 3                         | RKVFC Sithoc | RKVFC Sithoc | 1                 | 3                 |                   |                   |
|  | 8 et 15 mars 1981         |                           |                           |                           | RKVFC Sithoc | RKVFC Sithoc | 1                 | 3                 |                   |                   |
|  |                           |                           | Sport Unie Brion-Trappers | Sport Unie Brion-Trappers | 1            | 6            |                   |                   |                   |                   |
|  | Sport Unie Brion-Trappers | Sport Unie Brion-Trappers | Sport Unie Brion-Trappers | Sport Unie Brion-Trappers | 1            | 6            | 2                 | 0                 |                   |                   |
|  | Sport Unie Brion-Trappers | Sport Unie Brion-Trappers |                           |                           |              |              |                   | 0                 |                   |                   |
|  | SV Racing Club Aruba      | SV Racing Club Aruba      | 0                         | 0                         |              |              |                   |                   |                   |                   |
|  | SV Racing Club Aruba      | SV Racing Club Aruba      | 0                         | 0                         |              |              |                   |                   |                   |                   |

## Bilan de la saison
| Championnat des Antilles néerlandaises de football 1981 |                                      |
| Champion                                                | Sport Unie Brion-Trappers (2e titre) |
| Qualifications continentales                            |                                      |
| Coupe des champions de la CONCACAF 1981                 | Sport Unie Brion-Trappers            |
| Coupe des champions de la CONCACAF 1981                 | RKVFC Sithoc                         |
| Promotions et relégations                               |                                      |
| Promus en Kopa Antiano                                  | Aucun                                |
| Relégués                                                | Aucun                                |